# Jerónimo Quijano
Jerónimo Quijano (c. 1500-Murcia, noviembre de 1563), fue un arquitecto y escultor español.

## Biografía

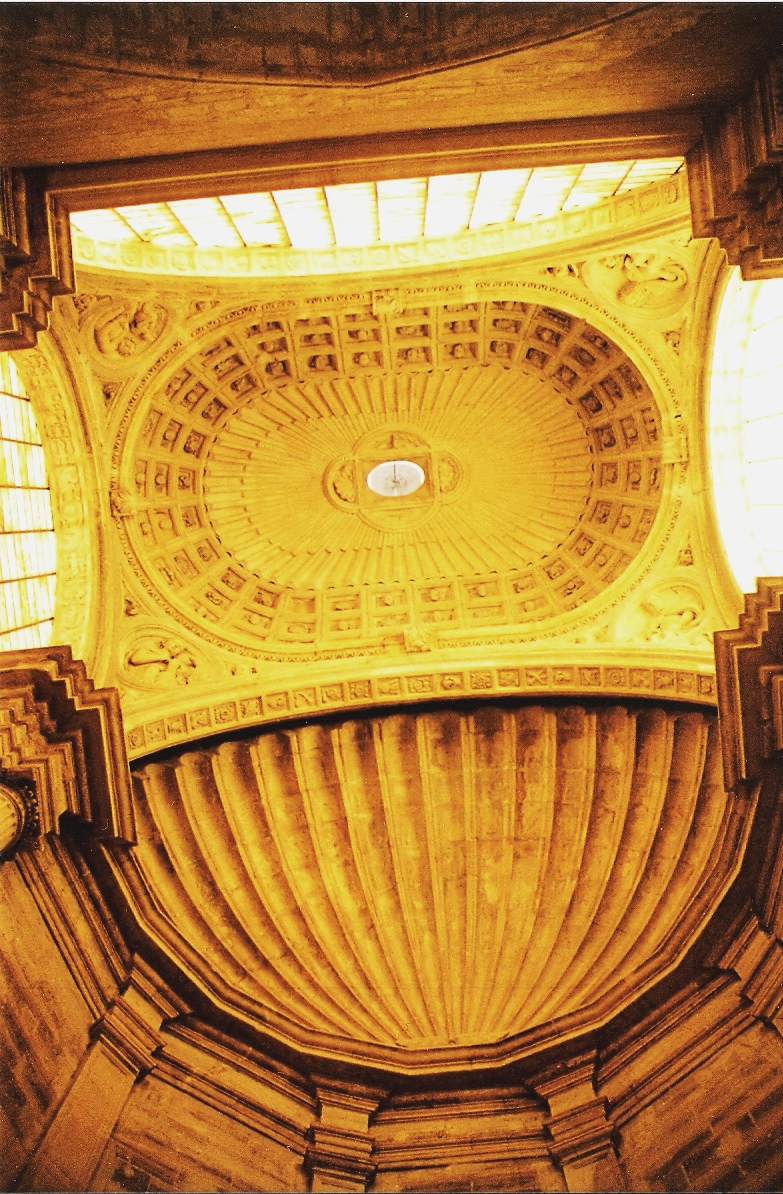
Interior del ábside de la iglesia de Santa María del Salvador de Chinchilla (Albacete)

Se formó en Burgos y comenzó su trabajo en el coro de la catedral de Jaén en 1524 donde trabajó junto a Vandelvira. Sucedió a Jacobo Florentino como maestro de la catedral de Murcia desde 1526 hasta su fallecimiento, debiéndosele a él la sacristía y el segundo cuerpo de la torre de la catedral, iniciada en 1525.
Desarrolló la mayor parte de su trabajo en esta región y alrededores —Lorca, Cehegín, Cartagena, Orihuela, Chinchilla de Montearagón, Albacete—, donde fue una figura clave del Renacimiento.
Destaca su trabajo en la ciudad de Orihuela, donde diseño el presbiterio de la iglesia de Santiago el Mayor, muy influido por Vandelvira. Así mismo, hizo un diseño total del monumental edificio del Colegio del Patriarca Loazes o Colegio de Santo Domingo, donde se observa una importante influencia de Serlio. Trabajó en la catedral de Orihuela, destacando en ella el diseño de toda la rejería de factura renacentista, en especial la de la capilla mayor, que fue realizada por los franceses Savannan.
Al trazado de este arquitecto responden varios elementos del interior de la catedral de Albacete, como las columnas de capitel jónico. Algunos autores le han atribuido la traza de otros templos como la colegiata de San Patricio en Lorca o la Iglesia de iglesia de El Salvador en Caravaca de la Cruz.
En Chinchilla de Montearagón (Albacete) diseñó el imponente ábside Renacentista que cierra la cabecera de la iglesia de Santa María del Salvador. Levantado entre los años 1536 y 1541 es, en opinión de Chueca-Goitia, la obra más representativa del plateresco albaceteño.
Su arquitectura monumental, caracterizada por ricos decorados, y sus composiciones esculturales, estuvieron plenamente inspiradas en las obras italianas de la época. 
Fue encargado también de valorar el trono arzobispal realizado por Berruguete para el coro de la catedral de Toledo.